# Katagiri Katsumoto
Katagiri Katsumoto (片桐且元?   1556 - 24 de junio de 1615) fue un samurái japonés durante finales del período Sengoku hasta principios de periodo Edo bajo las órdenes del Toyotomi Hideyoshi.
Katsumoto participó en la batalla de Shizugatake donde fue reconocido como una de las «Siete Lanzas de Shizugatake» por su distinguida participación militar. Tras la muerte de Hideyoshi pasó al servicio de Tokugawa Ieyasu, quien a su vez lo nombró tutor de Toyotomi Hideyori, hijo de Hideyoshi. Durante el asedio de Osaka, que enfrentó las tropas de Hideyori con las del shogunato Tokugawa, tomó parte en el bando del clan Tokugawa, y posterior al conflicto recibió un feudo valuado en los 42.000 koku, aunque falleció poco después.